# B' Katīgoria 1976-1977
La B' Katīgoria 1976-1977 fu la 22ª edizione della B' Katīgoria; vide la vittoria finale dell'APOP Paphou.

## Stagione

### Novità
Le squadre passarono da 13 a 14: a fronte dell'assenza di retrocessione dalla A' Katīgoria 1975-1976 e della promozione del Chalkanoras Idaliou, infatti, ci fu l'arrivo dell'Ermīs Aradippou, che aveva vinto la G' Katīgoria, nonché il ritorno del Neos Aionas Trikomou.

### Formula
Le quattordici squadre partecipanti erano collocate in un girone unico e si incontravano in turni di andata e ritorno, per un totale di ventiquattro incontri per club; erano assegnati due punti per la vittoria, uno per il pareggio e zero per la sconfitta. In caso di parità si teneva conto del quoziente reti. Il vincitore veniva promosso direttamente nella A' Katīgoria 1977-1978, mentre erano prevista una sola retrocessione in G' Katīgoria .

## Squadre partecipanti
| Club                 | Città          | Stadio                        | Stagione precedente                                          |
| -------------------- | -------------- | ----------------------------- | ------------------------------------------------------------ |
| AEM Morphou          | Morfou         | Stadio Comunale di Morfou     | 13º in B' Katīgoria                                          |
| APOP Paphou          | Pafo           | Stadio GSK                    | 2º in B' Katīgoria                                           |
| ENAD Agios Dometios  | Agios Dometios | ?                             | 11º in B' Katīgoria                                          |
| Ermīs Aradippou      | Aradippou      | Stadio Tasos Marcou Paralimni | 1º in G' Katīgoria, promosso                                 |
| Ethnikos Achnas      | Achna          | Dasaki Stadium                | 9º in B' Katīgoria                                           |
| Ethnikos Assia       | Assia          | ?                             | 6º in B' Katīgoria                                           |
| Īraklīs Gerolakkou   | Gerolakkos     | ?                             | 10º in B' Katīgoria                                          |
| Keravnos Strovolos   | Strovolos      | Keravnos Stadium              | 5º in B' Katīgoria                                           |
| Neos Aionas Trikomou | Trikomo        | ?                             | Torna a competere dopo la fine delle ostilità con la Turchia |
| Omonia Aradippou     | Aradippou      | Aradippou Stadium             | 3º in B' Katīgoria                                           |
| Orpheas Nicosia      | Nicosia        | Vecchio Stadio GSP            | 8º in B' Katīgoria                                           |
| Othellos Athīainou   | Athīenou       | Stadio Othellos Athienou      | 4º in B' Katīgoria                                           |
| PAEEK Kerynias       | Kyrenia        | GS Praxandros                 | 7º in B' Katīgoria                                           |
| Parthenon Zodeia     | Kato Zodeia    | ?                             | 12º in B' Katīgoria                                          |

## Classifica finale
|  | Pos. | Squadra              | Pt | G  | GF | GS | DR  |
|  | ---- | -------------------- | -- | -- | -- | -- | --- |
|  | 1.   | APOP Paphou          | 47 | 26 | 86 | 10 | +76 |
|  | 2.   | Omonia Aradippou     | 44 | 26 | 61 | 10 | +51 |
|  | 3.   | Ethnikos Achnas      | 42 | 26 | 67 | 15 | +52 |
|  | 4.   | Ermīs Aradippou      | 28 | 26 | 39 | 24 | +15 |
|  | 5.   | Othellos Athīainou   | 28 | 26 | 32 | 26 | +6  |
|  | 6.   | PAEEK Kerynias       | 28 | 26 | 34 | 30 | +4  |
|  | 7.   | Keravnos Strovolos   | 26 | 26 | 42 | 31 | +11 |
|  | 8.   | Orpheas Nicosia      | 21 | 26 | 37 | 51 | −14 |
|  | 9.   | Neos Aionas Trikomou | 21 | 26 | 29 | 51 | −22 |
|  | 10.  | Īraklīs Gerolakkou   | 20 | 25 | 28 | 52 | −24 |
|  | 11.  | Ethnikos Assia       | 19 | 26 | 29 | 42 | −13 |
|  | 12.  | AEM Morphou          | 15 | 26 | 24 | 69 | −45 |
|  | 13.  | Parthenon Zodeia     | 13 | 26 | 18 | 64 | −46 |
|  | 14.  | ENAD Agios Dometios  | 11 | 25 | 15 | 67 | −52 |

### Verdetti
- APOP Paphou promosso in A' Katīgoria.
- ENAD Agios Dometios retrocesso in G' Katīgoria.